# Roberto Ángeles
 (septembre 2023).
- Si vous ne connaissez pas le sujet, laissez ce bandeau (vous pouvez alors contacter les auteurs).
- Si vous supprimez le contenu mis en cause (vous pouvez préalablement contacter les auteurs),

argumentez précisément cette suppression dans la page de discussion
(un manque de référence n'est pas un argument ; une recherche réelle de référence doit avoir été effectuée, être formellement documentée).
Pour les articles homonymes, voir Ángeles (nom).
César Roberto Ángeles Tafur (né à Lima (Pérou) le 2 juin 1953) est un réalisateur, professeur de théâtre et dramaturge péruvien.

## Biographie
Il a étudié au Collège de l'Inmaculada de Lima. Ángeles a ensuite étudié les Lettres à la Pontificia Universidad Católica del Perú, puis il est passé à l'école de théâtre en 1976.
Dans les années 90, il a dirigé des pièces telles qu'Equus, et dans le quatuor, il a présenté Les Clowns de l'Espoir, Principia Scriptoriae, Perdus et Histoire du zoo.
En 2002, il a commencé à travailler en tant que professeur à la Faculté de droit de la PUCP, ainsi qu'à l'Université du Pacifique.
Par la suite, il a dirigé des œuvres telles qu'Antigone, Respire, Volpone, Plus près, Le marchand de Venise, Actes indécents, entre autres.
En 2012, il a présenté les pièces Laberinto de monstruos et Cenando entre amigos.
En 2022, il présente El principio de Arquímedes.